# Hoburgsmyr
Hoburgsmyr är ett naturreservat i Lärbro socken i Region Gotland på Gotland.
Området är naturskyddat sedan 1997 och är 170 hektar stort. Reservatet består av agmyrar och omgivande rikkärr 